# Czynna służba wojskowa
Czynna służba wojskowa – każda służba wojskowa pełniona w danym momencie w siłach zbrojnych; w Siłach Zbrojnych Rzeczypospolitej Polskiej obejmuje:
- zasadniczą służbę wojskową:
  - dobrowolną;
  - obowiązkową;
- terytorialną służbę wojskową;
- służbę w aktywnej rezerwie w dniach tej służby;
- służbę w pasywnej rezerwie w czasie odbywania ćwiczeń wojskowych;
- zawodową służbę wojskową;
- służbę w razie ogłoszenia mobilizacji i w czasie wojny[1].